# Owusu Benson
Owusu Benson, född 22 mars 1977, är en ghanansk före detta fotbollsspelare.
Owusu Benson spelade en landskamp för det ghananska landslaget 1999.